# بخش بئرشبع
بخش بئرشبع (به عبری: נפת באר שבע)(به عربی: قضاء بئر السبع) یک بخش اسرائیل است که در استان جنوب واقع شده‌است. بخش بئرشبع ۷۰۳٬۷۰۰ نفر جمعیت دارد. مرکز این بخش شهر بئرشبع است.